# 雀・三國無双
『雀・三國無双』（じゃん・さんごくむそう）は、コーエー（現・コーエーテクモゲームス）より2006年に発売された家庭用ゲーム機向けの麻雀ソフトである。
キャッチコピーは「泣いて、笑って、無双キャラとのガチンコ対局!!」。
三国志をモチーフとしたコーエーのゲーム『真・三國無双シリーズ』のキャラクターを相手に麻雀を行うゲームだが、キャラクター麻雀ゲームにありがちなイカサマ技の類は存在しないアルゴリズムを採用した本格派麻雀となっている。コーエーが出している麻雀ソフト『麻雀大会』を元にしたソフトである。

## 概要
まず、プレイヤーの分身たるキャラクターを作成する。名前の入力、外見（男女の決定）、ボイスの決定を行ってからゲームが始まる。
相手となるキャラクターは『真・三國無双4』に登場するすべての無双武将である。それぞれの武将ごとに打ち筋があり、その打ち筋やストーリーも『真・三國無双4』のパロディーとなっている。無双闘牌・雀帝位戦・自由対局の三つのモードとこれまでの対局成績を確認するデータベースがある。三つのモード全てで同一武将を相手に1半荘で自分がトップで相手をラスにするとそのキャラクターの特典を得ることができる。

### 無双闘牌
ストーリーモード。魏・呉・蜀それぞれのストーリーをクリアしていく。三国のストーリーモードをすべてクリアすると番外編である無双伝をプレイできる。このモードではルールは固定されており、変更できない。また、プレイヤーに対しての上家・対面・下家も固定されている。
魏伝
曹操は銅雀台の落成式の余興で麻雀をすることを思いついた。曹操から面子集めを任せられた夏侯惇はプレイヤーに目を付け、彼（彼女）にその役目を任せる。役目を押し付けられたプレイヤーは各地を回り、銅雀台で打つにふさわしい人物を探すことになった。
呉伝
建業で孫権主催の大規模な宴会が開かれる。孫尚香のワガママのせいで、宴の酒肴を集める役割を孫堅から託されたプレイヤーは、なぜか麻雀でその任に当たれるか否かを試されてしまう。
蜀伝
桃園で劉備・関羽・張飛の三兄弟が卓を囲むことになった。だが、当然一人足りない。この麻雀に加わることは「四人目の義兄弟」となると理解した蜀の武将たちは最後の一人の座をかけて麻雀勝負を始める。プレイヤーもその勝負に巻き込まれるのであった。
無双伝
三国すべてのストーリーモードをクリアするとプレイできる。仙境で国を超えて猛将・智将たちと卓を囲む。

### 雀帝位戦
大会モード。いくつのもルールがある大会でトーナメント戦を繰り広げる。決勝までは二位以上なら次の試合に参加できる。予選から2回戦までは1半荘、準決勝以降は2半荘のトータルポイントで勝負する。優勝者から準決勝参加者まで成績に応じてポイントが加算され、100ポイントになると雀帝となる。雀帝の称号はそれぞれの状況によって変化する。対戦者と席は完全にランダムに決定される。
ルールは赤壁大会と夷凌大会を除いて一部プレイヤールールを適用できる。
大会は、『雀・三國無双』基本ルールの赤壁大会、インフレルールの虎牢関大会、デフレルールの五丈原大会、一局精算の合肥大会、競技ルールの夷凌大会、東風戦の長坂大会、東風インフレルールの南中大会、完全プレイヤールールの野戦大会の順で行われる。野戦大会が終わると再び赤壁大会に戻る。

### 自由対局
フリーモード。面子をプレイヤーが選べる。戦場（ルール）も雀帝位戦の八つから自由に選べる。

### ルール

#### 変更できないルール
（一般的なルールは省略する）
- 後付け、食い替えあり
- 返し点は30000点。ただし、配給原点16000点の場合のみ20000点返し。
- フリテン立直あり。オープン立直はなし。
- 槓ドラは即開き
- 国士無双の暗槓の搶槓は不可
- 大明槓の嶺上開花の責任払いなし
- 包は大三元と大四喜のみ
- 焼き鳥・チップ・赤牌なし
- 七対子は2翻
- 四風子連打、四開槓、四家立直、三家和、九種九牌は途中流局。

#### 変更可能ルール
- 鳴きタンヤオの有無
- 自模平和の有無
- 一発の有無
- ドラの適用範囲
- 配給原点は25000、27000、30000から選択
- ドボンの有無
- 場風は東南か東風から選択
- 西入は無しにすることもできる。ありの場合、点数を30000、30100、33000、35000から選択可。
- ウマの有無およびありの場合はその割合を変えられる
- ラス親の和了終了の可否の選択
- 途中流局の扱い。やり直し、連荘、輪荘から選択。
- 割れ目の有無
- 流し満貫の有無
- 特殊役満（十三不塔・人和）の有無。無しにすると十三不塔・人和ともにあがれない（満貫役にもならない）。
- ダブル役満の有無。有りにすると国士無双13面待ち・純正九蓮宝燈・四暗刻単騎・大四喜はダブル役満となり、また役満の複合も認められる。
- 二家和の有無

## シリーズ
PlayStation 2用
2006年3月23日発売。
PlayStation Portable用
2006年9月28日発売。
ニンテンドーDS用
2006年9月28日発売。